# Janko Prunk
Janko Prunk (audio (fil)), född 30 december 1942, i Loka pri Zidanem mostu, Slovenien, Kungariket Jugoslavien, är en slovensk historiker i modern historia.

Prunk studerade vid Universitet i Ljubljana, examinerades 1966 och tog sin magisterexamen där 1972. Han disputerade 1976 med en avhandling kring förhållandet mellan den Slovenska kristna socialist-rörelsen och det Slovenska kommunistpartiet. Ett ämne som var kontroversiellt på den tiden. Mellan 1984 och 1988 fick han stipendium från Alexander von Humboldt-stiftelsen som gjorde att han kunde fortsätta sina studier i Köln och Freiburg im Breisgau. Senare fick han också anställning vid universitetet i Freiburg. Under åren 1966 till 1995 samarbetade han med Institutet för modern historia i Ljubljana. Nu arbetar han som professor vid Faculty for Social Sciences vid universitet i Ljubljana.
Han är medlem vid Institute for European History i Mainz och senior fellow vid Center for European Integration Studies i Bonn.
Prunk blev tidigt politiskt aktiv. Som en tidig beundrare till Jože Pučnik blev han medlem i Slovenian Social Democartic Union efter att Slovenien blev demokratiskt. Numera är han medlem i Slovenian Democratic Party och är ordförande för partiets interna utbildningskommitté.